# José Domingo Choquehuanca
José Domingo Choquehuanca y Béjar (* Azángaro, Puno, 4 de agosto de 1789 - † Azángaro, 1854) fue un político y abogado peruano. 

## Biografía
José Domingo Choquehuanca fue hijo del sacerdote José Gregorio Choquehuanca, canónigo de la Iglesia Metropolitana de La Plata, caballero de la orden de Carlos III y heredero de una de las familias de la nobleza indígena más ricas y poderosas de todo el sur andino, y de María Mercedes Béjar y León Túpac Amaru Mulli Puraca, viuda de Roque Choquehuanca, hermano de Gregorio. Fue descendiente, por línea paterna, del linaje de Paullu Inca, hijo del Inca Huayna Cápac, y medio hermano de Huáscar, Atahualpa y Manco Inca.
A la edad de cuatro años abandona Azángaro junto a su madre para vivir en la casa paterna en la ciudad de La Plata o Chuquisaca (actual Sucre), capital de la Real Audiencia de Charcas. Ingresa como colegial al Real Convictorio de San Juan Bautista de dicha ciudad, habiéndose graduado y doctorado en teología (24 de abril de 1809) y en ambos derechos (22 de junio de 1811), en la Universidad Mayor Real y Pontificia San Francisco Xavier de Chuquisaca. Se recibió como abogado ante la Real Audiencia en 1814.

De vuelta a su pueblo natal, toma posesión de tierras y minas heredadas de sus antepasados, y ejerce el cargo de alcalde y justicia mayor de Azángaro (1817). Cuando el Libertador Bolívar pasó por el pueblo de Pucará (2 de agosto de 1825), Choquehuanca sale a su encuentro con la arenga que lo inmortalizara:
"Quiso Dios de salvajes formar un gran imperio y creó a Manco Cápac; pecó su raza y lanzó a Pizarro. Después de tres siglos de expiaciones ha tenido piedad de la América y os ha creado a vos. Sois pues, el hombre de un designio providencial. Nada de lo hecho hasta ahora se asemeja a lo que habéis hecho, y para que alguno pueda imitaros será preciso que haya un mundo por libertar. Habeis fundado tres repúblicas que en el inmenso desarrollo a que están llamadas, elevan vuestra estatua a donde ninguna ha llegado. Con los siglos crecerá vuestra gloria como crece la sombra cuando el sol declina".
Los motivos de está arenga no fueron del todo motivadas por el elogio. Así como durante la conquista del Perú (en el siglo XVI) se desarrollaron creencias y supersticiones en las que ciertos grupos de la élite indígena entendieron la llegada de Pizarro y sus tropas conquistadoras como la de un Pachacuti inevitable (un pachakuti es un ciclo de tiempo donde se trastorna el mundo, se invierte el orden, se transforma la tierra), lo que implicaba la venida de un castigo divino predicho por los oráculos. Entonces, la entrada de Bolívar y la derrota de los realistas fue vista por un sector de las elites indígenas como una señal de tales fuerzas divinas para un período de caos y renacimiento.

“el viento del norte habrá de traer el azote [...]  entonces, todos los españoles recibiréis vuestro grande castigo.”
Profecía indígena; Sahuaraura, 1784

"Quizás Bolívar, efectivamente, no tomó en serio las profecías del Inca. Pero otros pensadores de la independencia, sí lo hicieron."
BCR, 2003

Elegido diputado por Azángaro (1825), se mostró ferviente bolivariano y fue condecorado con la medalla cívica creada por el Congreso y poco después se incorporó a la Junta Departamental de Puno (1827-1832), llegando a ser presidente de dicha entidad durante tres años.
Como senador por Puno pasó a integrar el Poder Legislativo (1832), presentando en su cámara proyectos para obtener la abolición del fuero eclesiástico y la extinción de los servicios personales de los indios.
Nombrado prefecto de Puno (29 de julio de 1835), renunció a los pocos meses por hallarse en desacuerdo con el presidente Orbegoso. Desempeñó, sin embargo la subprefectura de Huancané en 1836, durante la Confederación Perú-Boliviana, siendo objeto de represalias políticas luego de su disolución.
Retirado a su pueblo natal, se consagró al ejercicio del Derecho y a trabajos mineros poco afortunados.
Fue considerado por Clorinda Matto de Turner como el primer estadista que ha tenido el Perú.

## Obras
- Ensayo de estadística completa de la provincia de Azángaro (1833).
- Complemento al régimen representativo mediante el establecimiento de sociedades encargadas de la formación de proyectos de ley... (1845).